# Herbert Sinz
Herbert Sinz (* 23. Februar 1913 in Dortmund; † 24. Juli 1989 in Frechen) war ein deutscher Historiker und Schriftsteller.

## Leben
Herbert Sinz war ursprünglich Journalist. Schon als 15-Jähriger schrieb er für die Thüringer Volkswacht; ab 1934 war er als Journalist für Zeitungen in Dortmund und München tätig. Von 1938 bis 1940 studierte er Publizistik, Geschichte und Volkswirtschaftslehre an der Universität München. 1940 promovierte er dort bei Karl d’Ester und Karl Alexander von Müller (Korreferent) mit einer Arbeit Handwerk und Presse zum Doktor der Philosophie. Nach dem Zweiten Weltkrieg lebte er in Erfurt, Köln, Hürth und zuletzt in Frechen.
Nach dem Krieg war er nach Arbeiten im Tourismusbereich zuletzt als Direktor bei einer Kölner Versicherung tätig.
Nebenberuflich hatte Sinz eine Zeit lang einen Lehrauftrag an der damaligen Fachhochschule Köln  für Wirtschafts- und Sozialgeschichte und das Handwerk.

## Ehrungen
Er wurde mit dem Kulturpreis der Stadt Hürth und dem des Erftkreises geehrt. 1985 erhielt er den Rheinlandtaler des Landschaftsverbandes Rheinland.

## Schriftstellerisches Werk
Herbert Sinz war Verfasser von wirtschaftshistorischen Abhandlungen und Firmenfestschriften, daneben schrieb er Romane, Jugendbücher, Reisebeschreibungen und Biografien.

## Werke
- Wie sie wurden, Dortmund 1937
- Handwerk und Presse, München 1940
- Die Humorspritze, München 1944
- Marokkanische Skizzen, München 1944
- Erbgut des bayerischen Handwerks, München 1953
- Spanien bereist und belauscht, Frankfurt a. M. 1953
- Spanisch-Marokko, geheimnisvolles Land am Rif, Frankfurt a. M. 1953
- Italien, Frankfurt/M. 1954
- Jugoslawien, Frankfurt/M. 1954
- Die Riviera, Frankfurt/M. 1954
- Die Schweiz, Frankfurt/M. 1954
- Der begnadete Rebell, Köln 1955
- Die großen Vorbilder, Dortmund 1955
- Abenteuer in Frankreich, Göttingen 1956
- 25 Jahre Gruben-Lokomotiven Heinrich Bartz Kommanditgesellschaft Dortmund-Körne, Darmstadt 1956
- 25 Jahre Rekuperator K.-G. Dr.-Ing. Schack & Co., Darmstadt 1956
- 50 Jahre Dienst am Bergbau, Darmstadt 1956
- 75 Jahre Elbschloß-Brauerei, Darmstadt 1956
- Im Geisterexpress durch Italien, Göttingen 1956
- Kleiner Stierkämpfer José, Göttingen 1956
- Aqua mirabilis, Köln 1957
- 25 Jahre Stahlbau Albert Liesegang Köln-Kalk, Darmstadt 1957
- 50 Jahre Bremer Wellpappe, Darmstadt 1957
- 50 Jahre Paul Firchow Nachfgr. Apparate- u. Uhren-Fabrik Aktiengesellsch. Frankfurt, Berlin, Darmstadt 1957
- Süddeutsches Präzisionswerk KG, Darmstadt 1957
- 150 Jahre Mathias Stinnes, Darmstadt 1958
- Volksbuch vom deutschen Handwerk, Köln 1958
- Meister fallen nicht vom Himmel, Dortmund 1960
- 100 Jahre Clouth, Köln-Nippes 1962
- Erfolg ist kein Geschenk, Alfeld (Leine) 1967
- Die künstliche Geburt, Basel 1967 (zusammen mit Hans-Erich Levens)
- Autos, seine Leidenschaft, Dortmund 1968
- Der junge Porsche, Göttingen 1968
- Geheimnisvolles Marokko, Göttingen 1969
- Die Reise ins Ungewisse, Göttingen 1969
- 1000 Jahre Kölsch Bier, Köln 1972
- Ein Herz für das Handwerk, Dortmund 1973
- 2000 Jahre Kölner Handwerk, Köln 1975
- Das Handwerk, Düsseldorf [u. a.] 1977
- Auf der Grünen Wiese, wie der Stadtkern von Hürth entstand, Hürther Schriftenreihe Bd. 3, Verlag P. Becher, Brühl o. J. (1978)
- Das geteilte Risiko, München 1979
- Handwerk im Erftkreis, Rheinland-Verlag, Pulheim/Erftkreis 1983, ISBN 3-79270787X
- Froh gelebt und leicht gestorben, Freiburg im Breisgau [u. a.] 1985
- Himmlisches Gelächter, Pulheim 1985
- Kölnisch Wasser, Pulheim 1985
- Die letzte Fahrt des Zeppelins LZ 129, Freiburg im Breisgau [u. a.] 1985
- Don Camillos rheinische Brüder, Freiburg im Breisgau [u. a.] 1986
- Lexikon der Sitten und Gebräuche im Handwerk, Herder, Freiburg im Breisgau [u. a.] 1986, ISBN 3-451-08263-2
- Die schöne Kölnerin, Köln 1987
- Der junge Overstolz, Köln 1988
- Der kölnische Rebell, Bachem, Köln 1989, ISBN 3-7616-0956-6

## Herausgeberschaft
- Hürth in alten Bildern, Gummersbach 1980
- Morken-Harff, Pulheim-Brauweiler 1982
- Karneval in Hürth, Gummersbach 1984
- Otto Räcke – ein Leben für Hürth, Gummersbach 1984
- Heiteres Handwerk, Freiburg im Breisgau [u. a.] 1987